# Sinocyrtaspis spina
Sinocyrtaspis spina är en insektsart som beskrevs av Shi, F-m. och X. Du 2006. Sinocyrtaspis spina ingår i släktet Sinocyrtaspis och familjen vårtbitare. Inga underarter finns listade i Catalogue of Life.